# القشبة (بعدان)

تعديل مصدري - تعديل

القشبة محلة تابعة لقرية طبيع، التابعة لعزلة سير بمديرية بعدان إحدى مديريات محافظة إب في الجمهورية اليمنية، بلغ تعداد سكانها 188 حسب تعداد اليمن لعام 2004.